# Аль-Сафлія
Аль-Сафлія (араб. اَلْجَزِيرَة اَلسَّافِلِيَّة, трансліт. Jazīrat as Sāfliya) — острів, що розташований біля узбережжя Дохи, столиці Катару.
Острів розташований за 3 милі на північ від Рас-Абу-Абауд. Подорож на човні з Дохи, популярного туристичного місця серед місцевих жителів, займає приблизно 30-40 хвилин.

## Опис
Острів Аль-Сафлія має протяжність приблизно 2 милі зі сходу на захід, дуже вузький і згинається з північного боку порту Доха; він низький, піщаний і має скупчення трави. Північний риф виступає за 1,5 милі на південний схід від острова; це в основному пісок, і за межами входу тягнеться на північний схід і північ на кілька миль.

## Збереження
У 2015 році Міністерство муніципалітету та навколишнього середовища ініціювало кампанію з очищення острова Аль-Сафлія, яка включала видалення сміття та пластикових банок, які залишили на острові відвідувачі. Також встановили 35 пергол.